# Leonid Andreïev
Pour les articles homonymes, voir Leonid Andreyev (athlétisme) et Andreïev.

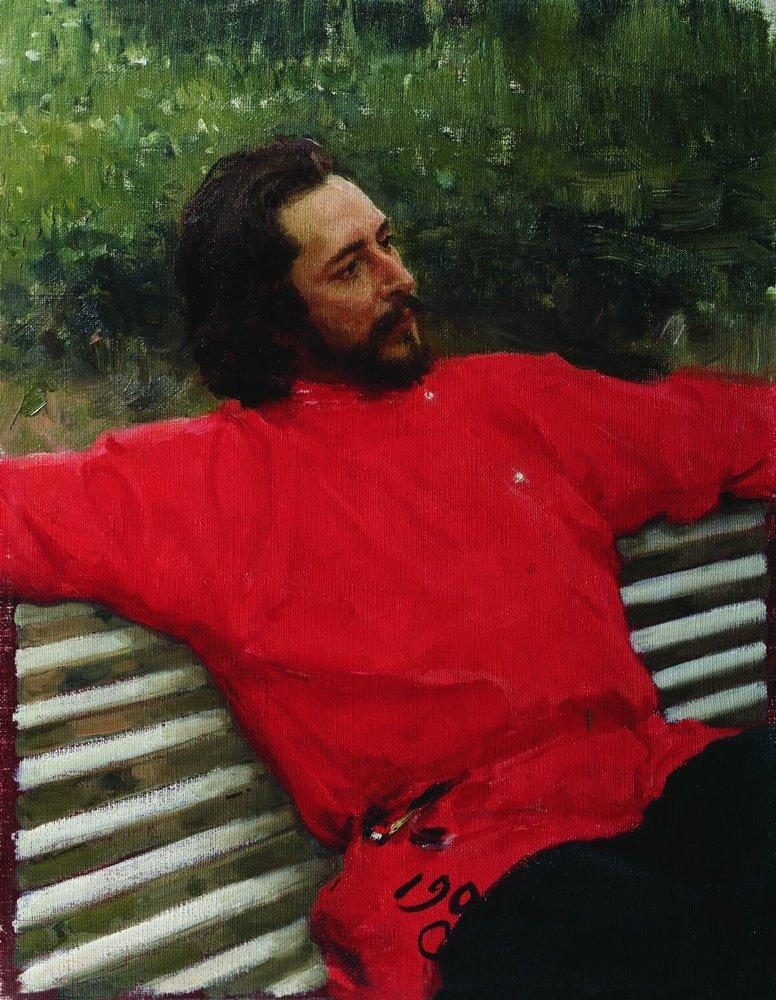
Ilia Répine : Leonid Andreïev (Kesäloma), 1905, Musée régional des beaux-arts d'Omsk nommé d'après M. A. Vrubel

Leonid Nikolaïevitch Andreïev (en russe : Леонид Николаевич Андреев) (9 août 1871 (21 août dans le calendrier grégorien) - 12 septembre 1919) est un journaliste et écrivain russe, né à Oriol, au sud de Moscou. Leonid Andreïev est le père de Vadim Andreiev et Daniel Andreiev, nés de son mariage en 1902 avec Alexandra Veligorskaia, morte en décembre 1906 de l'accouchement de Daniel.

## Biographie
Très tôt orphelin de père, il devient avocat pour subvenir aux besoins de sa famille. « Trompé » par un de ses clients, il arrête de plaider et se tourne vers la chronique judiciaire (chroniqueur au Messager moscovite à partir de 1897).
Il se met dès lors à écrire des nouvelles et des pièces de théâtre. Il est lu et joué, connaît le succès, puis sombre dans l’oubli et meurt en exil en 1919 en Finlande près de Terijoki des suites d’un suicide raté quelques années auparavant. Il est enterré au cimetière Volkovo de Saint-Pétersbourg. Leonid Andreïev était également photographe.
Les œuvres de Leonid Andreïev ont mis beaucoup de temps à parvenir à l'Ouest, très longtemps cachées dans les archives de l’ex-Union soviétique. On doit leur arrivée en France à Laurent Terzieff qui monta la pièce La Pensée, tirée de la nouvelle éponyme, en 1962, mais ses albums de photographies sont régulièrement réédités.

## Œuvres

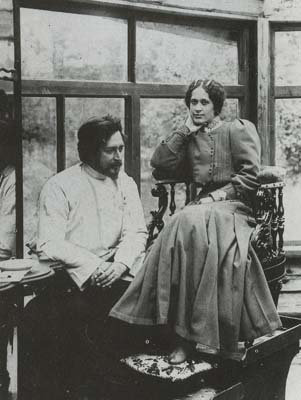
Andreïev et son épouse Anna (photographie de Bulla)

Les éditions José Corti ont entrepris la publication de l'intégralité de l'œuvre narrative de Leonid Andreïev (Andreyev) dans une traduction assurée par Sophie Benech.
- Le Rire rouge (nouvelle), 1904
- La Vie d’un homme (pièce), 1906
- Vers les étoiles (pièce), 1906
- Les Sept Pendus (nouvelle), 1908
- La Pensée (nouvelle et pièce)
- Ekatarina Ivanovna (pièce)
- La Neige et la Nuit (pièce)
- Le Mensonge (récits)
- Les Destins d’un écrivain russe (recueil de photographies d’Andreïev)
- En attendant le train (nouvelle)
- Les éditions Julliard ont publié en 1973 un recueil de nouvelles préfacé par Lily Denis sous le titre Le Gouverneur et autres nouvelles dans la traduction originale (1904 et 1908) de Serge Persky et reprenant les nouvelles suivantes : À la fenêtre ; Pétka à la campagne ; Le Silence ; Il y avait, jadis… ; Le Cadeau ; Koussaka ; Dans le sous-sol ; La Pensée ; Le Gouffre ; Le Gouverneur et Le Retour.
- Mémoires d'un prisonnier (nouvelle) , traduction Serge Persky, Paris, Fontemoing (d), 1913
- Judas Iscariote (nouvelle), traduction Serge Persky, Paris, Payot, 1914
- Les Meilleures Nouvelles de Léonid Andreiev (trad. Olga Artyushkina, Laetitia Delcourt, Jean-Luc Goetser et Serge Rolet), éditions Rue Saint-Ambroise, avril 2022 (ISBN 9782955648766, OCLC 1332784541)

## Adaptations cinématographiques
- 1924 : Larmes de clown (He Who Gets Slapped), film muet américain, adaptation de la pièce de théâtre Tot, kto poluchayet poshchechini (1922) d'Andreïev
- 1924 : Rasskaz o semi poveshennykh, film muet soviétique réalisé par Piotr Tchardynine, adaptation de la nouvelle Les Sept Pendus (1908)
- 1992 : Tma, franco-russe réalisé par Igor Maslennikov, adaptation de la nouvelle L'Obscurité (Tma)
- 1997 : Akh, zachem eta noch..., film américano-russe réalisé par Boris Blank, adaptation de la nouvelle L'Obscurité (Tma)

## Citation
« La vie nous attend et la vie est une chose effrayante et incompréhensible. Il se peut que sa force terrible et impitoyable nous broie en broyant notre bonheur, mais même en mourant je dirai une chose : j’ai vu le bonheur, j’ai vu l’homme, j’ai vécu ! »

— Leonid Andreïev, 1902.